# Ethcathinone
Ethcathinone, còn được gọi là ethylpropion hoặc ETH-CAT, là một chất kích thích của phenethylamine, amphetamine, và cathinone lớp hóa học. Nó là một chất chuyển hóa hoạt động của prodrug diethylcathinone và chịu trách nhiệm hoàn toàn về tác dụng của nó. Ethcathinone đã được xác định là một thành phần trong cả hai "viên thuốc đảng" hợp pháp, và cùng với mephedrone, cũng đã được báo cáo là đã được bán dưới dạng "thuốc lắc" tại thành phố Cairns của Úc.

## Dược lý
Dược lý của ethcathinone xuất hiện cùng với các chất kích thích tâm thần khác trong một bài báo của Rothman và Baumann vào năm 2006. Hai chế độ hành động chiếm ưu thế đối với ethcathinone là một chất giải phóng hoạt động vừa phải của noradrenaline (EC50 = 99.3nM); tuy nhiên, nó chỉ là chất ức chế tái hấp thu dopamine tương đối yếu (K i = 1.014nM).
Vì diethylcathinone dường như là một tiền chất không hoạt động và chỉ hoạt động sau khi nó được chuyển hóa thành ethcathinone, do đó sẽ có vẻ hợp lý khi xem xét rằng ethcathinone cũng sẽ được dự kiến là N - dealkylated khi sử dụng thuốc. cathinone có khả năng kích thích đáng tin cậy hơn việc giải phóng dopamine. Tuy nhiên, trái ngược với diethylcathinone, ethcathinone không được coi là một sản phẩm phổ biến vì (như trường hợp với tramadol, codeine và MDMA), nó đã bị loại khỏi danh mục của mình. định nghĩa chặt chẽ.

## Tình trạng pháp lý
Ethcathinone, cùng với mephedrone và flephedrone, đã bị cấm ở Đan Mạch vào ngày 18 tháng 12 năm 2008.
Kể từ tháng 10 năm 2015 Ethcathinone là một chất được kiểm soát tại Trung Quốc.
Hợp chất này bị cấm ở Hoa Kỳ, là một đồng phân vị trí của mephedrone.